# 데일리 웨이브
데일리 웨이브는 대한민국의 래퍼다. 2018년 싱글 《곡선》으로 데뷔했다.

## 방송
- 하고싶은말을해라 2 (2021) - Top20
- 쇼미더머니 10 (2021) - Top132